# Zugscheide
Zugscheide ist ein Fachbegriff aus der Ornithologie und experimentellen Verhaltensbiologie. Er benennt eine Region, in der benachbarte Populationen von Vögeln derselben Art unterschiedliche Zugwege ins Winterquartier und von dort zurück in ihre Brutgebiete wählen. Zur Zugscheide gehört ein Mischgebiet, in dem die Individuen alternative Ziele und Zugrouten einschlagen können. Intensiv erforscht sind Zugverhalten und Zugscheide beim Weißstorch. Eine Zugscheide lässt sich auch bei vielen anderen Zugvögeln erkennen.
Der Begriff Zugscheide findet heute auch bei Unterarten oder Arten Verwendung, die etwa aus einem gemeinsamen Brutgebiet zum Überwintern in unterschiedliche Richtungen abfliegen.

## Hintergrund

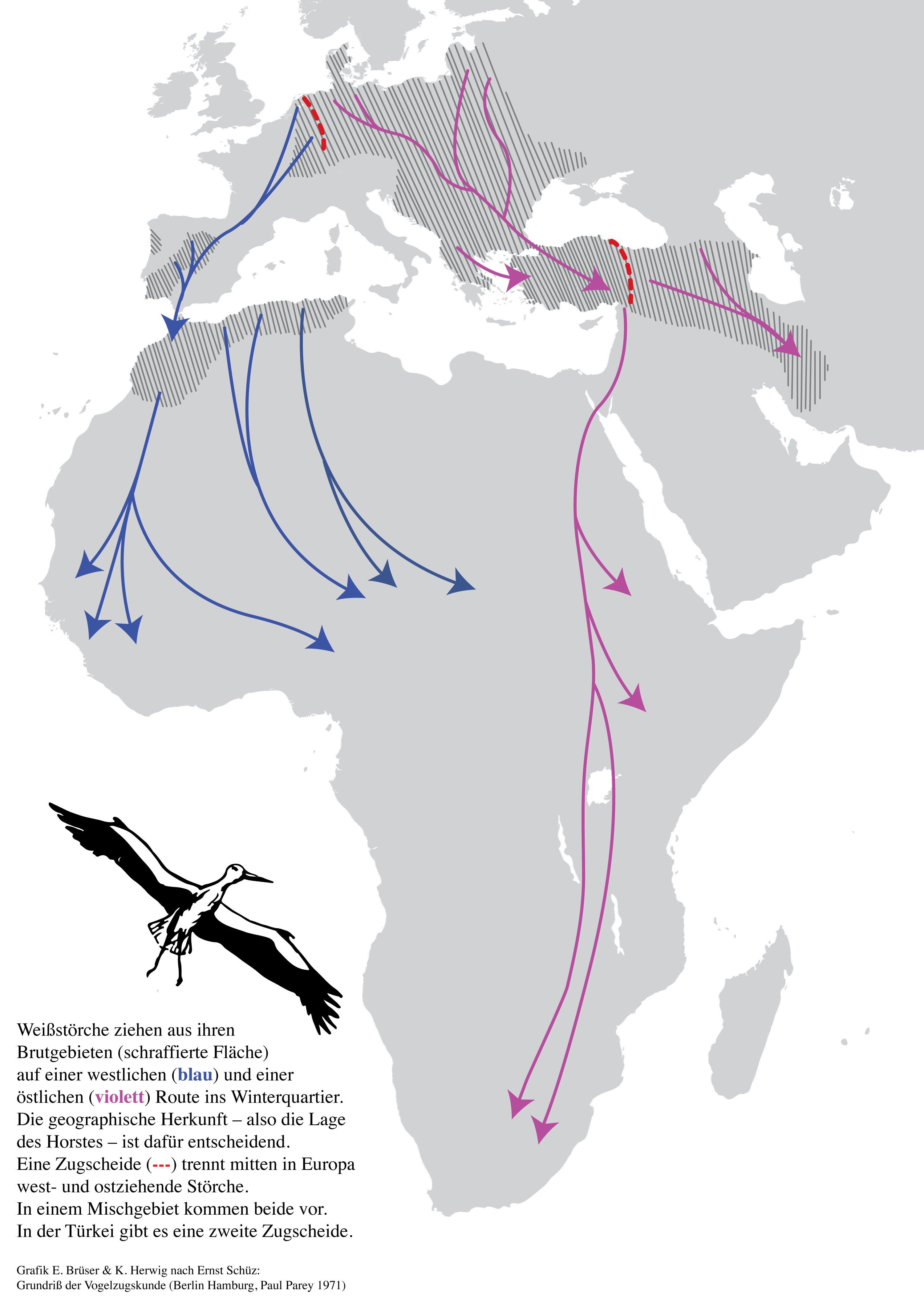
Eine Zugscheide trennt Westzieher und Ostzieher unter den Weißstörchen

Zugscheiden entstehen durch topografische Barrieren wie hohe Gebirge und durch physiologische Beschränkungen einer Vogelart.

### Weißstorch
So kann der Weißstorch als „Segelflieger“ das Mittelmeer nicht queren, da er auf die Aufwinde über Land angewiesen ist. Auch die Alpen umfliegt er in der Regel. Das gilt weitgehend auch für die Sahara als ausgedehnte Wüstenzone. Sie zu überqueren ist wegen schwieriger Witterungsbedingungen ein Wagnis, denn selbst wenn sich der Storch an ihrem Rand weit hochgeschraubt hat, muss die vertikale Luftströmung einen langen Segelflug ermöglichen.
Die mitteleuropäischen Populationen des Weißstorchs wählen beim Abflug ins Winterquartier eine südwestliche oder südöstliche Zugrichtung, und zwar in Abhängigkeit vom westlich oder östlich liegenden heimatlichen Nest, dem Horst. Zwischen den Westziehern und den Ostziehern liegt die Zugscheide. Weißstörche aus dem westlichen Europa fliegen über Gibraltar ihre westafrikanischen Überwinterungsgebiete an. Die östliche Population der Weißstörche zieht hingegen über den Bosporus und die westliche Türkei in die ost- und südafrikanischen Überwinterungsgebiete. Zunehmend überwintern Störche allerdings in Südeuropa.
Eine Zugscheide bildet keine scharfe Trennlinie. Vor allem in Deutschland gibt es ein größeres Übergangs- oder Mischgebiet. In solchen Zugscheidenmischgebieten wählt ein Teil der Vögel die eine, ein anderer Teil die alternative Route. Selbst Nestgeschwister können unterschiedliche Zugrouten einschlagen. Neuere telemetrische Untersuchungen zeigen außerdem, dass derselbe Vogel in einem Jahr die westliche und im nächsten die östliche Route fliegen kann.
Beim Weißstorch verläuft die hiesige Zugscheide in Nord-Süd-Richtung. Sie erstreckt sich vom niederländischen IJsselmeer über Osnabrück zum Kyffhäuser und weiter südwärts entlang der Flüsse Regnitz und Lech. Neuerdings verschiebt sich diese Zugscheide und ihre Mischzone etwas ostwärts. Für osteuropäische Weißstörche ist eine weitere Zugscheide von Bedeutung. Sie trennt in der Türkei Vögel, die südwärts in Richtung Afrika fliegen, von solchen, die ostwärts zum Iran und weiter in ihre Überwinterungsgebiete fliegen.

### Weitere Vogelarten
Bei vielen Zugvogelarten lässt sich eine Zugscheide erkennen, etwa bei Schwarzstorch und Schwarzmilan, aber auch bei kleineren Singvögeln wie der Mönchsgrasmücke. Beim Schwarzstorch liegt in der Gegend von Prag eine Zugscheide, und das Mischgebiet dort ist gut untersucht. In Nord-Süd-Richtung verläuft auch die Zugscheide der Mönchsgrasmücke, sie erstreckt sich zwischen Berlin und Prag. Außer den westwärts beziehungsweise ostwärts ziehenden Vögeln gibt es Südwärtszieher. Sie stammen vornehmlich aus dem Zugscheidenmischgebiet und sind für die Verhaltensgenetik besonders interessant. Bei der Bachstelze verläuft die Zugscheide zwischen Dänemark und der Weichsel in Polen. Sie sortiert die Vögel in südwestwärts beziehungsweise südostwärts ziehende Bachstelzen. Für die Stare wurde anhand von Ringfunden ebenfalls eine Zugscheide ermittelt. Sie verläuft zwischen Nordostpolen und Nordwestfrankreich in einer Querrichtung. Stare aus Finnland und den Baltischen Staaten ziehen nach Belgien, Frankreich oder Südengland. Stare, die südlich der Zugscheide brüten, ziehen in Richtung Spanien und an das westliche Mittelmeer.

## Forschung
Das ornithologische Konzept der Zugscheide wurde im 20. Jahrhundert entwickelt. Es beruhte zunächst auf der Beringung von Vögeln im Brutgebiet und auf den Ringfunden im Überwinterungsgebiet oder auf dem Weg dorthin. Die ausgelesenen Ringe stammten in der Regel von Vögeln, die verunglückt, geschossen, einer Krankheit erlegen oder durch Wasser- bzw. Nahrungsmangel verendet waren. Seit den 1980er Jahren werden Vögel zunehmend mit kleineren Sendern ausgerüstet und auf dem Zug telemetrisch überwacht.
Durch zahlreiche Experimente ist nachgewiesen, dass es für die Zugzeit – etwa den Beginn der Zugunruhe – und die Zugroute eine genetische Grundlage gibt. Sie ist durch evolutionäre Mechanismen wie Mutation und Selektion entstanden. Das angeborene und vererbte Zugverhalten wird u. a. von sozialen Einflüssen und Umwelteinflüssen modifiziert. Heute wird das individuelle Zugverhalten mit Transpondern erfasst und den Vögeln dazu ein Mikrochip implantiert. Das ermöglicht festzustellen, mit wie viel Energieaufwand welche Zugrouten verbunden sind und welche Bedeutung Zugscheiden für erfolgreiches Überwintern haben.